# Slovačka na Svjetskom prvenstvu u atletici 2015.
Slovačka se na Svjetskom prvenstvu u atletici 2015. u Pekingu natjecala od 22. do 30. kolovoza sa 16 predstavnika i 1 osvojenim odličjem. Zlatno odličje osvojio je Matej Tóth u disciplini brzog hodanja na 50 kilometara.

## Osvajači odličja
| Atletičar  | Disciplina   | Nadnevak     | Rezultat  |
| ---------- | ------------ | ------------ | --------- |
| Matej Tóth | Brzo hodanje | 29. kolovoza | 3:40:32 s |

## Rezultati
| Tumač znakova: | Q | Kvalificirani normom | q | Dodatno kvalificirani | NR | Državni rekord | PB | Osobni rekord | SB | Rekord sezone |

### Muškarci

#### Trkačke discipline
| Atletičar     | Disciplina         | Kvaifikacije       | Kvaifikacije       | Poluzavršnica      | Poluzavršnica      | Završnica        | Završnica        |
| Atletičar     | Disciplina         | Vrijeme            | Plasman            | Vrijeme            | Plasman            | Vrijeme          | Plasman          |
| ------------- | ------------------ | ------------------ | ------------------ | ------------------ | ------------------ | ---------------- | ---------------- |
| Jozef Repčík  | 800 metara         | 1:46.28            | 5.                 | Nije se plasirao   | Nije se plasirao   | Nije se plasirao | Nije se plasirao |
| Anton Kučmín  | 20 km brzo hodanje | Nema kvalifikacija | Nema kvalifikacija | Nema kvalifikacija | Nema kvalifikacija | 1:27:46          | 44.              |
| Matej Tóth    | 50 km brzo hodanje | Nema kvalifikacija | Nema kvalifikacija | Nema kvalifikacija | Nema kvalifikacija | 3:40:32          | Gold             |
| Dušan Majdán  | 50 km brzo hodanje | Nema kvalifikacija | Nema kvalifikacija | Nema kvalifikacija | Nema kvalifikacija | 3:58:57 SB       | 30.              |
| Martin Tišťan | 50 km brzo hodanje | Nema kvalifikacija | Nema kvalifikacija | Nema kvalifikacija | Nema kvalifikacija | Diskvalificiran  | Diskvalificiran  |

#### Skakačke i bacačke discipline
| Atletičar       | Disciplina      | Kvalikacije | Kvalikacije | Završnica        | Završnica        |
| Atletičar       | Disciplina      | Rezultat    | Plasman     | Rezultat         | Plasman          |
| --------------- | --------------- | ----------- | ----------- | ---------------- | ---------------- |
| Matúš Bubeník   | skok u vis      | 2,17        | 37.         | Nije se plasirao | Nije se plasirao |
| Patrik Žeňúch   | bacanje koplja  | 69,31       | 33.         | Nije se plasirao | Nije se plasirao |
| Marcel Lomnický | bacanje kladiva | 74,51       | 12. q       | 75,79            | 8.               |

### Žene

#### Trkačke discipline
| Atletičar         | Disciplina         | Kvaifikacije       | Kvaifikacije       | Poluzavršnica      | Poluzavršnica      | Završnica         | Završnica         |
| Atletičar         | Disciplina         | Vrijeme            | Plasman            | Vrijeme            | Plasman            | Vrijeme           | Plasman           |
| ----------------- | ------------------ | ------------------ | ------------------ | ------------------ | ------------------ | ----------------- | ----------------- |
| Iveta Putálová    | 400 metara         | 52.52              | 7.                 | Nije se plasirala  | Nije se plasirala  | Nije se plasirala | Nije se plasirala |
| Lucia Klocová     | 800 metara         | 2:01.35            | 3. Q               | 1:59.14 SB         | 7.                 | Nije nastupila    | Nije nastupila    |
| Katarína Berešová | maraton            | Nema kvalifikacija | Nema kvalifikacija | Nema kvalifikacija | Nema kvalifikacija | 2:37:24           | 22.               |
| Mária Gáliková    | brzo hodanje 20 km | Nema kvalifikacija | Nema kvalifikacija | Nema kvalifikacija | Nema kvalifikacija | 1:40:06           | 41.               |
| Mária Czaková     | brzo hodanje 20 km | Nema kvalifikacija | Nema kvalifikacija | Nema kvalifikacija | Nema kvalifikacija | 1:36:08           | 30.               |

#### Skakačke i bacačke discipline
| Atletičar        | Disciplina      | Kvalikacije | Kvalikacije | Završnica         | Završnica         |
| Atletičar        | Disciplina      | Rezultat    | Plasman     | Rezultat          | Plasman           |
| ---------------- | --------------- | ----------- | ----------- | ----------------- | ----------------- |
| Jana Velďáková   | skok u dalj     | 6,56        | 17.         | Nije se plasirala | Nije se plasirala |
| Dana Velďáková   | troskok         | 13,76       | 15.         | Nije se plasirala | Nije se plasirala |
| Martina Hrašnová | bacanje kladiva | 68,80       | 16.         | Nije se plasirala | Nije se plasirala |

## Vanjske poveznice
- Slovački atletičari na Svjetskom prvenstvu 2015.  Arhivirana inačica izvorne stranice od 23. rujna 2015. (Wayback Machine)